# Latchorzew
Latchorzew [pronunciación en polaco: /latˈxɔʐɛf/] es un pueblo ubicado en el distrito administrativo de Gmina Stare Babice, dentro del Condado de Varsovia Del oeste, Voivodato de Mazovia, en el este de Polonia central. Se encuentra aproximadamente a 2 kilómetrosal sur de Stare Babice, a 4 kilómetros al noreste de Ożarów Mazowiecki (la sede del condado), y a 11 kilómetros al oeste de Varsovia.